# Cheval de Troie
Pour les articles homonymes, voir Cheval de Troie (homonymie).

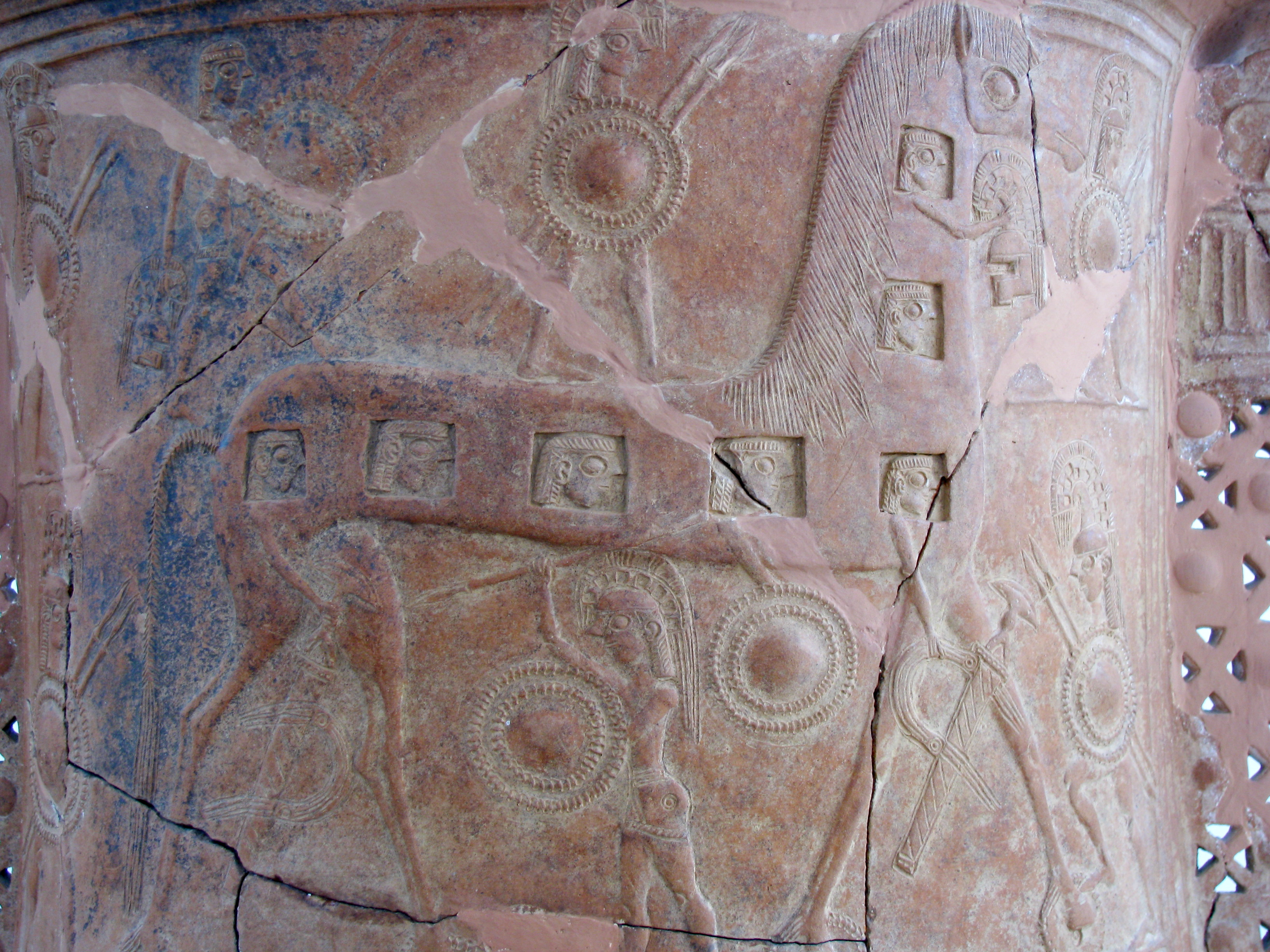
Cheval contenant des guerriers, vase de Mykonos, 675 avant J.C.

Dans la mythologie grecque, l'épisode du cheval de Troie est un événement décisif de la guerre de Troie.
À l'initiative d'Ulysse, des guerriers grecs réussissent à pénétrer dans Troie, assiégée en vain depuis dix ans, en se cachant dans un grand cheval de bois, harnaché d'or, offert aux Troyens. Cette ruse de guerre entraîne la chute de la ville et permet le dénouement de la guerre.

## Mythe

### Sources du mythe

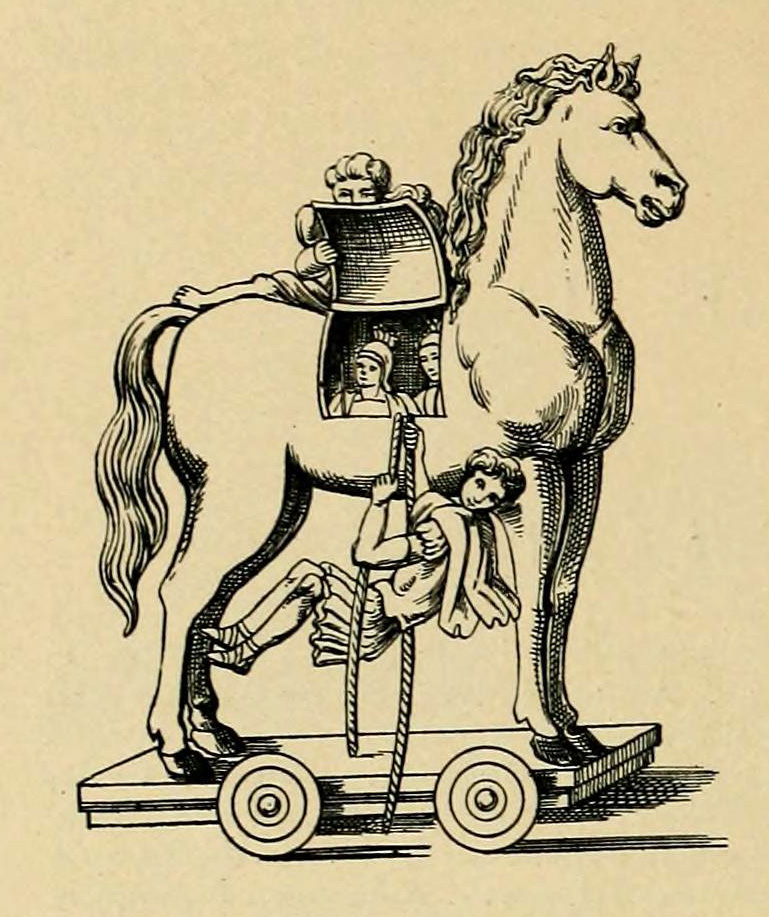
Cheval de Troie d'après le Vergilius Vaticanus.

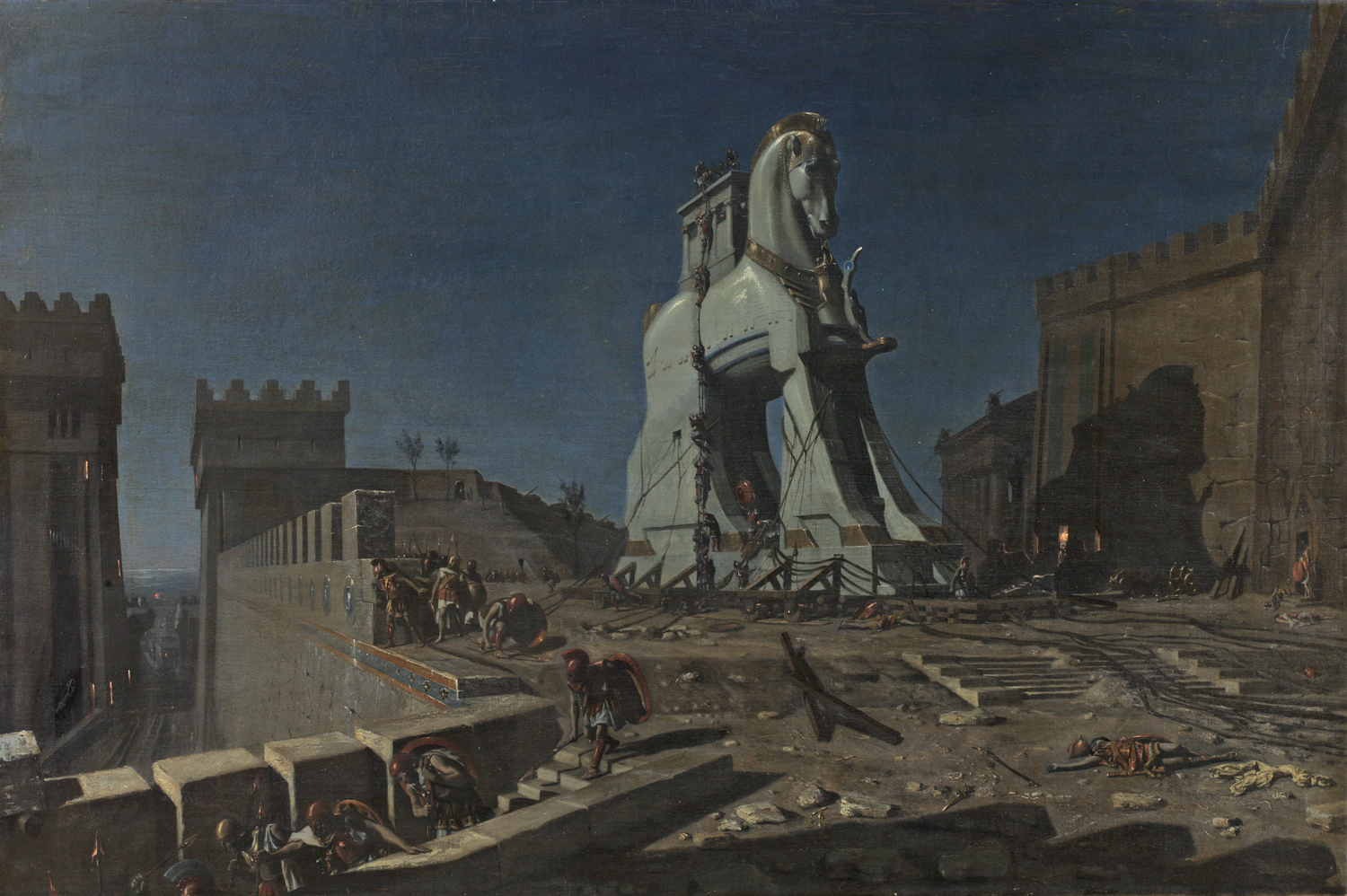
Le Cheval de Troie.
Huile sur toile d'Henri-Paul Motte (1874).

L'épisode du cheval de Troie est brièvement relaté pour la première fois par Homère dans l’Odyssée, son Iliade arrêtant la narration de la guerre de Troie aux funérailles d'Hector,. Tout d'abord, au chant IV (251-290) :

« (…) Dans le cheval de bois, je nous revois assis, nous tous, les chefs d'Argos. Mais, alors tu survins, Hélène ! en cet endroit, quelque dieu t'amenait pour fournir aux Troyens une chance de gloire ; sur tes pas, Déiphobe allait, beau comme un dieu, et, par trois fois, tu fis le tour de la machine ; tu tapais sur le creux, appelant nom par nom les chefs des Danaens, imitant pour chacun la voix de son épouse »

— Odyssée, édition de la Bibliothèque de la Pléiade, 1955.
Puis Ulysse, hôte anonyme d'Alcinoos, demande à l'aède Démodocos de chanter (VIII, 492-495)

« (…) l'histoire du cheval
qu'Épéios, assisté d'Athéna, construisit,
et traquenard qu'Ulysse conduisit à l'acropole
surchargé de soldats qui allaient piller Troie. »

— L'Odyssée d'Homère, traduction de Leconte de Lisle (1998).
Homère résume ensuite sur une vingtaine de vers le récit de Démodocos.
D'autre part, Virgile, qui a contribué à la popularité de l'épisode, en a fait l'objet de tout le chant II de l’Énéide, sous la forme d'un récit fait par Énée à Didon, reine de Carthage.

### Nature du mythe

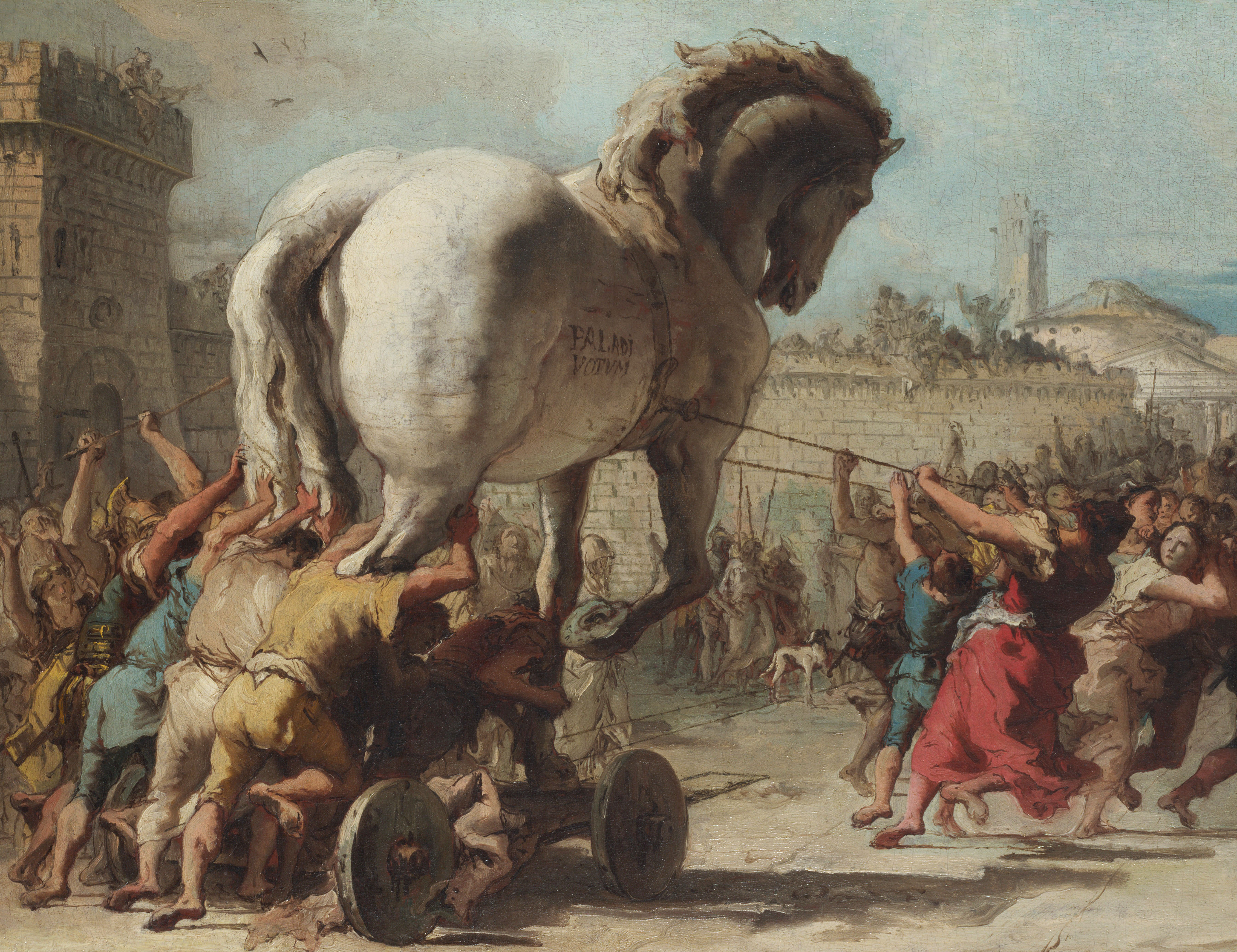
La Procession du cheval dans Troie.
Peinture de Giovanni Domenico Tiepolo (XVIIIe siècle).

Après avoir vainement assiégé Troie pendant dix ans, les Grecs ont l'idée d'une ruse pour prendre la ville : Épéios construit un cheval géant en bois creux, dans lequel se cache un groupe de soldats menés par Ulysse. Un espion grec, Sinon, réussit à convaincre les Troyens d'accepter l'offrande, malgré les avertissements de Laocoon et de Cassandre. Le cheval est tiré dans l'enceinte de la cité, franchit donc les portes Scées, les Troyens font alors une grande fête.
Lorsque les habitants de Troie sont pris par la torpeur de l'alcool, la nuit, les Grecs sortent du cheval et ouvrent alors les portes, permettant au reste de l'armée d'entrer et de piller la ville. Tous les hommes sont tués, les femmes et les filles sont emmenées comme esclaves. Les enfants mâles sont tués eux aussi pour éviter une éventuelle vengeance.
Dans l'épisode du cheval de Troie, Ulysse, personnage devenu célèbre pour sa mètis (« intelligence rusée »), rend un conseil très apprécié dans la guerre de Troie à laquelle il participe. Ici, il s'agit en fait d'une ruse. Elle se distingue de la tricherie mais aussi du délit (ou du crime) en cela que la ruse est autorisée par la loi ou les règles de l'usage, du jeu, de l'art, de la société ou des accords internationaux. En l'espèce de l'art de la guerre chez les Grecs, il s'agit plus particulièrement d'une ruse de guerre.

## Selon Paléphatos
Selon les Histoires incroyables de Paléphatos de Samos, les Grecs construisirent un cheval de bois d'après la dimension des portes : moins large afin de pouvoir être tiré à l'intérieur, mais plus haut. Les chefs se tenaient dans une vallée boisée, près de la cité — lieu baptisé « Creux de l'embuscade ». Sinon, venu du camp argien comme un déserteur, leur annonce que, s'ils se refusent à faire entrer le cheval dans la ville, alors les Achéens reviendront combattre. En entendant cela, les Troyens abattent les portes et introduisent l'animal de bois dans la cité. Pendant qu'ils festoient, les Grecs les assaillent, à travers la brèche qui avait été pratiquée dans les remparts, et c'est ainsi qu'Ilion aurait été prise.

## Interprétations

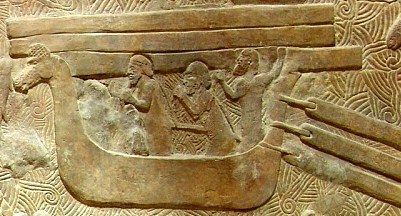
Navire phénicien du type δουράτεος ἵππος (douráteos híppos « cheval œuvré »).

Certains auteurs ont suggéré que le cadeau n'était pas un cheval cachant des guerriers dans ses flancs, mais un bateau porteur d'une ambassade de paix, offre que les Troyens trop peu méfiants ou trop heureux de faire la paix auraient imprudemment acceptée. Après la fête, les Troyens découvrent la sinistre réalité. Selon l'historien Alexandre Tourraix, « cette hypothèse consiste à établir un rapport immotivé entre un fait probable : la destruction de Troie VI par un tremblement de terre, un mythème transmis par l'épopée et les mythographes : le stratagème du cheval de bois, et les liens bien connus de Poséidon, l'Ébranleur du sol, avec le cheval ».

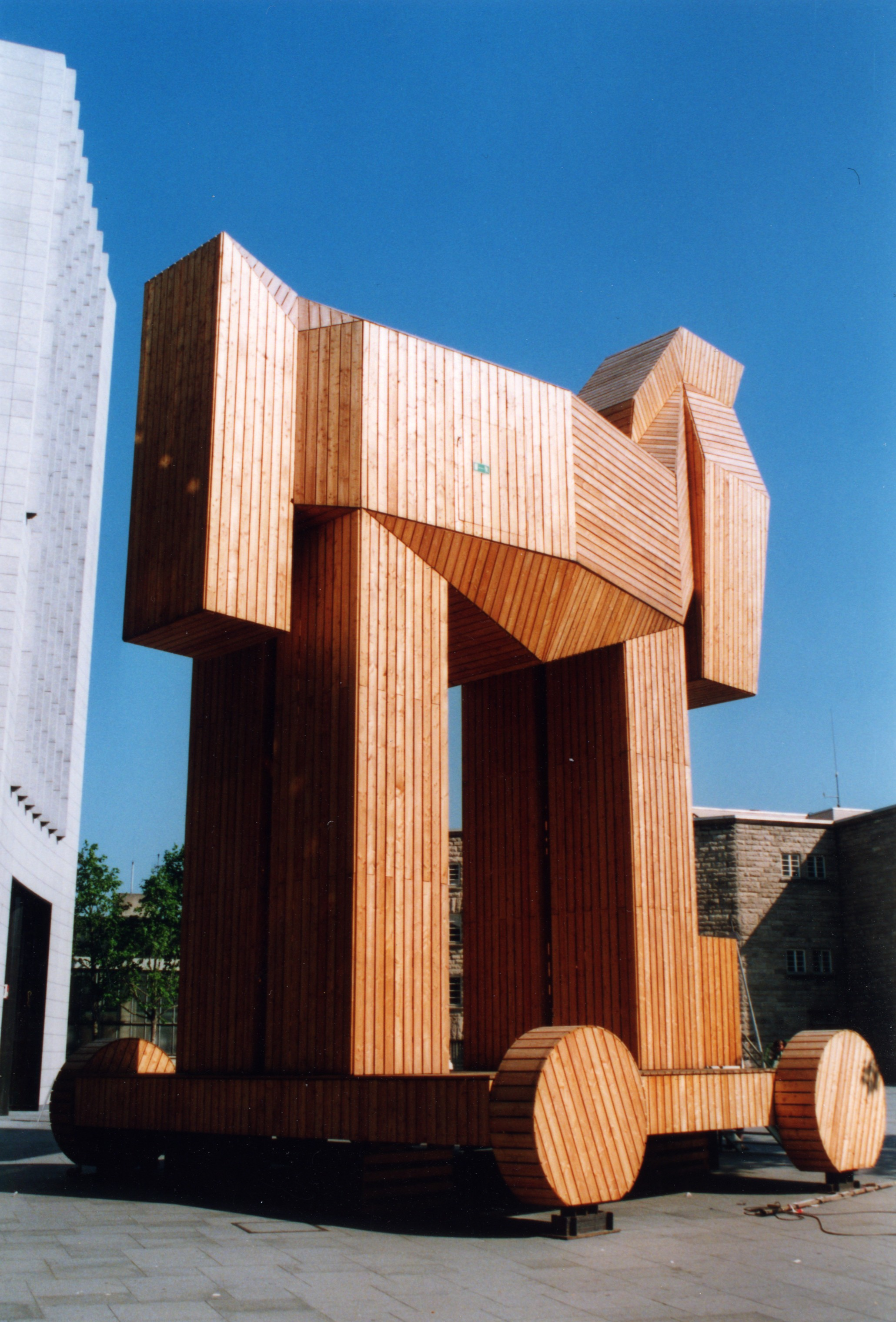
Une interprétation moderne du cheval de Troie à Stuttgart (Allemagne), en 2001.

À l'appui de cette interprétation, on remarquera que :
- la civilisation marine grecque assimile le bateau et le cheval, qui est l'animal de Poséidon ; Homère décrit les navires comme les « chevaux de la mer »[8] et qualifie l'offrande de Troie de δουράτεος ἵππος douráteos híppos[9] soit « cheval œuvré », désignation poétique des navires ;
- c'est le navigateur Ulysse, expert en paroles et en ruses, l'un des hommes souvent envoyés en ambassade, qui mène la danse ;
- le sacrifice d'une construction de bois par simple abandon sur une plage est une procédure assez originale pour un rite censé apporter la protection de Poséidon ; l'équivalent n'apparaît nulle part dans la mythologie ;
- les termes utilisés pour placer les hommes dans le cheval sont ceux utilisés lorsque l'on décrit l'embarquement des hommes sur un navire[10].

De nombreuses interprétations sont proposées par des chercheurs : ex-voto équestre (symbole des forces souterraines) offert par les Achéens au dieu Poséidon Hippios pour le remercier d'avoir facilité la destruction de Troie par un tremblement de terre. Selon une autre hypothèse, le cheval de Troie serait en fait une machine de guerre dont on a perdu la mémoire, tels les engins de siège comme le bélier souvent décrits en terme zoomorphes.
L'analyse du site archéologique découvert près d'Hisarlık, ne confirme pas ces hypothèses. Les remparts inclinés et l'absence de recul devant les portes ne sont pas favorables à l'idée d'un cheval contenant un bélier ou permettant aux combattants de se hisser au-dessus des remparts. Par ailleurs, des pointes de flèches achéennes ont été mises au jour dans l'enceinte fortifiée. Dans un film documentaire de 2014, une équipe de chercheurs et d'experts militaires conforte l'idée d'un cheval offrande contenant de l'ordre de 9 combattants (contre 30 selon Quintus Smyrnaeus) chargés d'ouvrir les portes de la cité au retour des troupes grecques.

## Postérité

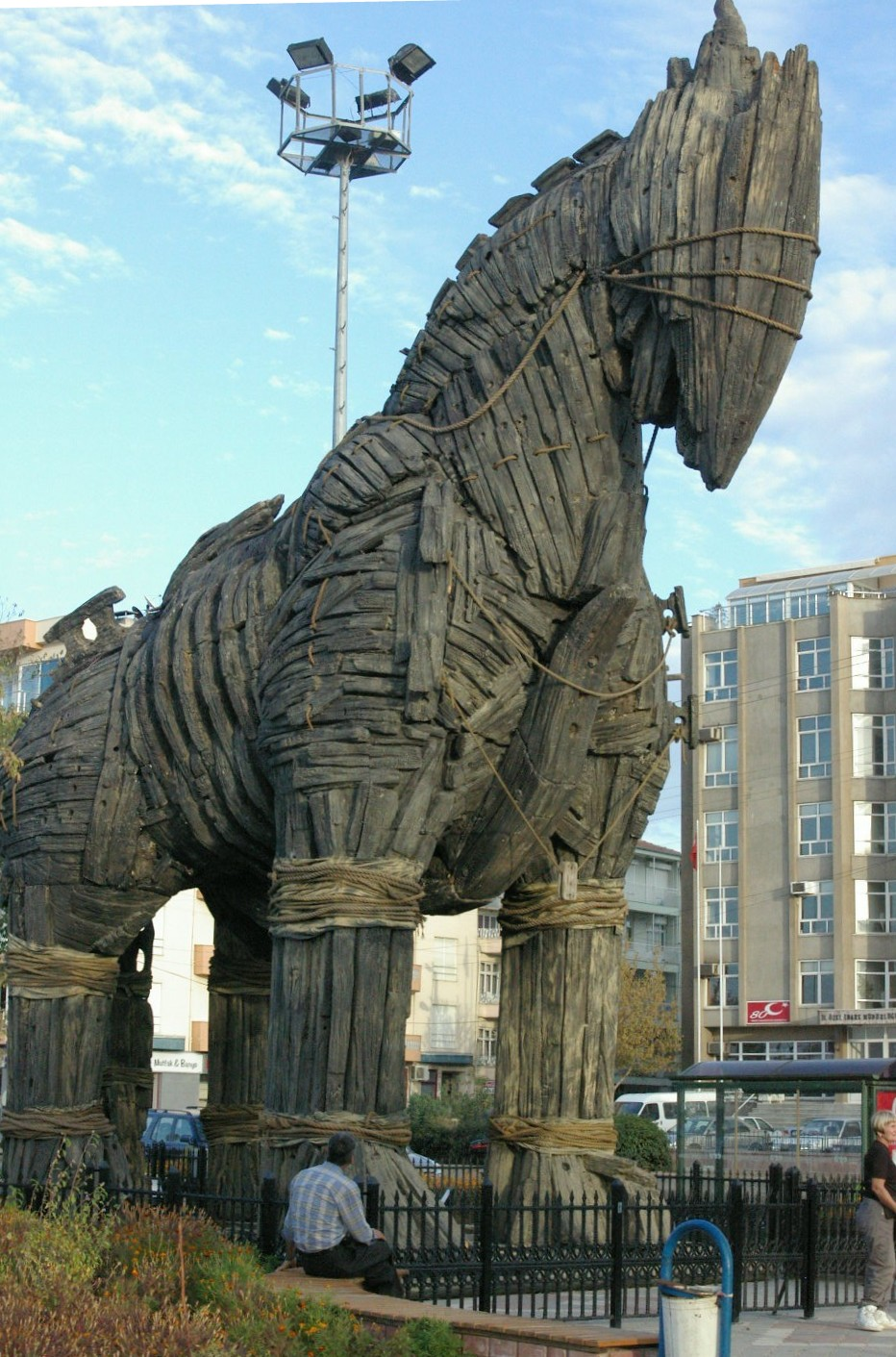
Cheval utilisé dans le film Troie (2004).

### Expressions
- De cet épisode légendaire est née l'expression « cheval de Troie » pour désigner les dons qui s'avèrent être des pièges pour ceux qui les reçoivent.
- On a aussi conservé l'expression latine timeo danaos et dona ferentes (« Je crains les Grecs même s'ils apportent des cadeaux »), c'est-à-dire « attention aux Grecs porteurs de cadeaux », mis dans la bouche de Laocoon dans l’Énéide[14].

### Musée
- Un petit musée a été construit en 1955 sur le territoire de l'ancienne ville de Troie, près des Dardanelles (de nos jours en Turquie). Il présente les restes de la ville, ainsi qu'un cheval de bois construit pour symboliser celui de la légende.

### Informatique
En informatique, un cheval de Troie (troyen ou trojan horse en anglais) est un type de programme informatique malveillant, invasif et parfois destructeur. Il se fait passer pour un programme inoffensif. Il est souvent porté :
- soit par un logiciel sous licence et protégé, modifié par des hackers pour en faire cadeau à la communauté numérique ;
- soit par certains gratuiciels, particulièrement lorsque ces derniers proviennent de sites de téléchargement apparemment légitimes voire réputés (ces derniers livrant le dit gratuiciel dans leur propre programme d'installation agissant tel un cheval de Troie, ajoutant un ou des programmes parasites aux côtés du gratuiciel et à l'insu de l'utilisateur).

### Stratégie militaire
Le 1er juin 2025, dans le cadre de l'invasion de l'Ukraine par la Russie, le Service de sécurité d'Ukraine (SBU) à lancé l'opération militaire Toile d'araignée en utilisant des camions, des camions troyens, comme « Cheval de Troie », ciblant plusieurs bases aériennes russes,.

## Documentaire
- 2014 : L'histoire du cheval de Troie de Tom Fowlie.
- 2016 : épisode 10 Le cheval de Troie de la saison 2 de Les Grands Mythes.
- 2021 : L'Énigme du cheval de Troie de Roland May[18],[19].